# Souled Out (World Championship Wrestling)
Souled Out è stato un evento in pay-per-view di wrestling prodotto dalla World Championship Wrestling nel mese di gennaio dal 1997 al 2000. Inizialmente è stato un ppv della nWo, ma non riscosse molto interesse, per cui venne trasformato in un PPV WCW vs nWo (wrestler a favore della federazione contro wrestler a favore della stable) fino al 1999, quando il team si sciolse. Nel 2001 è stato sostituito da WCW Sin.

## Edizioni
| Evento | Data            | Città                             | Luogo                   | Main Event                                                                     |
| ------ | --------------- | --------------------------------- | ----------------------- | ------------------------------------------------------------------------------ |
| 1997   | 25 gennaio 1997 | Cedar Rapids (Iowa)               | Five Seasons Center     | Hollywood Hogan (c) vs. The Giant per il WCW World Heavyweight Championship    |
| 1998   | 24 gennaio 1998 | Trotwood (Ohio)                   | Hara Arena              | Lex Luger vs. Randy Savage                                                     |
| 1999   | 17 gennaio 1999 | Charleston (Virginia Occidentale) | Charleston Civic Center | Goldberg vs. Scott Hall in un Ladder Stun Gun Match                            |
| 2000   | 16 gennaio 2000 | Cincinnati (Ohio)                 | Firstar Center          | Chris Benoit vs. Sid Vicious per il vacante WCW World Heavyweight Championship |